# BTO

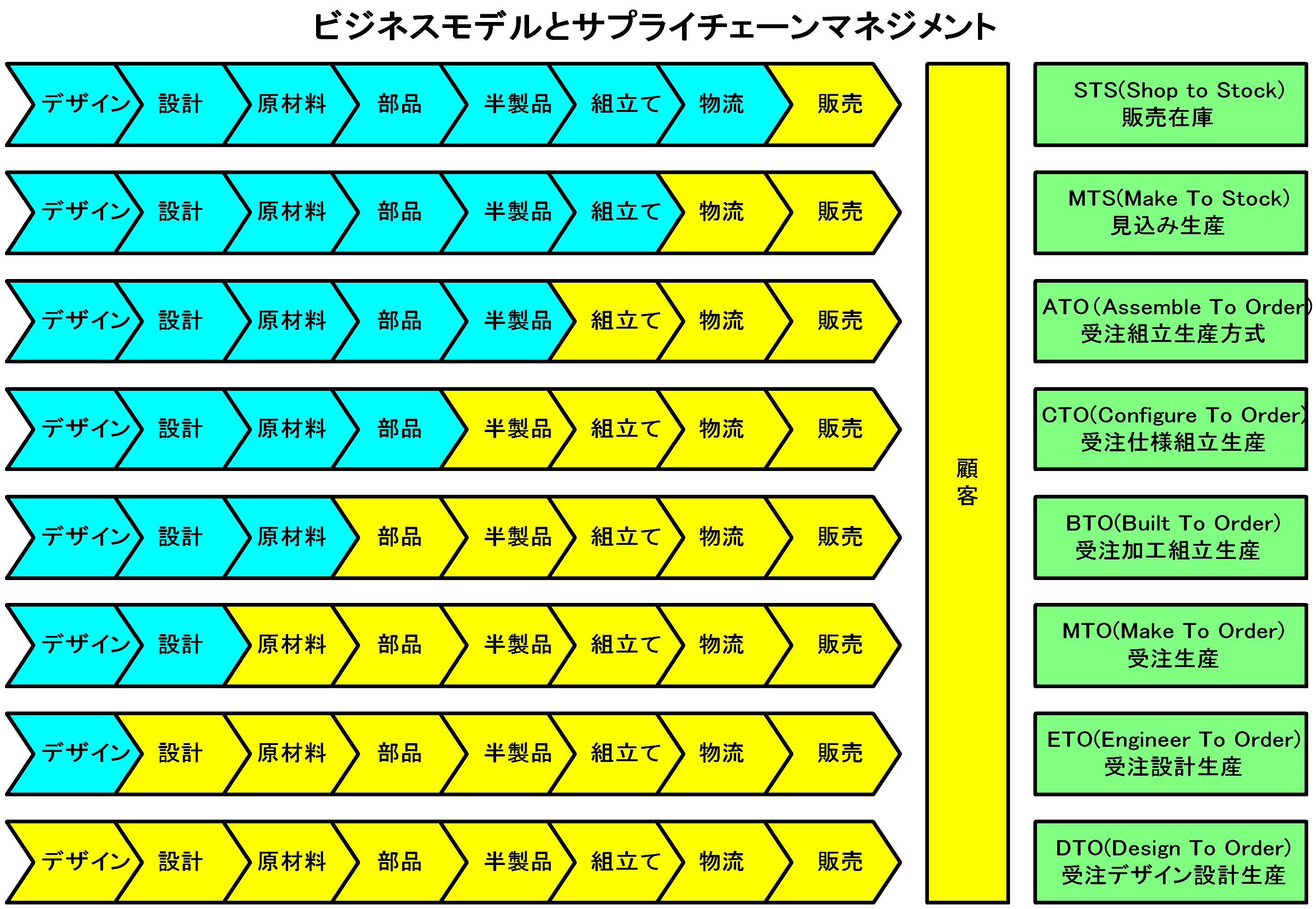
サプライチェーンマネジメントとビジネスモデル

BTO（Build to Order、ビルド・トゥ・オーダー）とは製造業のビジネスモデルの一つである。パソコンや自動車などの製造販売で実現されている、サプライチェーン・マネジメントによる企業の分類形態の一つである。同義語として、CTO（注文仕様生産。configure to order(コンフィギュア・トゥ・オーダー)またはcustom to order(カスタム・トゥ・オーダー)の略称）も用いられている。

## 概説
メーカーでは商品を部品の状態でストックしておき、顧客の注文に応じて組立てを行い出荷する。部品は完成品より流動性が高いので、メーカーには在庫リスクが減るメリットがある。顧客にとっては無駄な仕様を省き、購入コストを引き下げることができるメリットがある。その一方で注文方法が煩雑になり、注文から商品の受け取りまでリードタイムが生じるデメリットがある。商品を手にとって品質を確認することもできない。注文方法をいかに簡単にするか、受注から出荷までをいかに早く行えるか、品質保証とブランド力を維持できるかが成功のポイントとなろう。
BTOにより、たとえばパソコンでは注文する際自分の希望に合うように部品を選択し注文を行うことができるようになった。メーカーや販売店ではその仕様にそってコンピューターを組み立て、あるいはオプションを追加して顧客に送り届ける。これにより、自作パソコンに手を出せないユーザーでも自身のニーズに最適化されたパソコンを手に入れることが可能となる。
BTOの行われている商品としてはパソコンのほかに自動車、オートバイ、自転車、スキー・スノーボード、住宅、建設機械などがある。

## パソコン業界におけるBTO
初めは自ら組み立てるコンピューターを販売している販売店や業務用のコンピューターを発注する際に、その用途に合わせて部品を選択し販売を行っていた。通信販売はかなり前からあったが、日本メーカーのソーテック、アメリカ合衆国のコンピューターメーカー・デルが一般顧客向けに通信販売でカスタマイズを行える形で直販を行うようになり、この事が一般顧客を中心に広く受け入れられるようになる。
大手メーカーでは販売店でオプションの追加やメモリー容量増加等キャンペーンなどで販売を行っていたが、次々と直販体制を整えていった。海外メーカーではデルの他にヒューレット・パッカード（日本法人は日本HP）、Apple、レノボなど、日本メーカーではNECパーソナルコンピュータ、富士通クライアントコンピューティング、Dynabook（現在は休止）、VAIO（旧：ソニー）、パナソニック、エプソンダイレクト、オンキヨー&パイオニア（旧：ソーテック）等がある。
その中でも販売店ルートを持たない、あるいは通販による直販を主力販路にしているメーカーを直販メーカーとも言う。日本で展開するメーカーでこれに該当するものはデル、エプソンダイレクト、ソーテック、マウスコンピューター、ドスパラ、サイコム、ストーム等が挙げられる。
かつて、PCのBTOにおいて、ゲートウェイ（日本法人は日本ゲートウェイ）が、市場を席巻した時期があった。
選択可能な部品の幅はメーカーによって異なる。CPUや、メモリー、ハードディスク、CD/DVD/BDドライブ、キーボード、マウスと言った基本的な仕様までサポートするものから、グラフィックボード、ケースや電源、マザーボード、CPUクーラー（企業によっては放熱グリスの指定が可能なケースもある）までさまざまに選択できるものもある。